# Crescendo (Massimo Di Cataldo)
Crescendo è il terzo album del cantautore italiano Massimo Di Cataldo, pubblicato nel 1997.
Alla sua uscita l'album raggiunse subito i vertici delle classifiche di vendita, ottenendo anche ampi consensi di critica e di stampa.

## Tracce
1. Camminando – 4:21
2. Sole – 5:11
3. Da morire – 5:17
4. Icaro e Giulia – 4:04
5. Sai cosa c'è – 5:43
6. Senza di te – 4:52
7. Dove il cielo cade giù – 6:09
8. Continuare a volare – 3:58
9. La vita è solo un gioco – 4:09
10. Vuol dire amare – 3:51
11. Non hai bisogno di me – 3:56
12. Cosa rimane di noi – 6:22

## Formazione
- Massimo Di Cataldo – voce, cori
- Phil Palmer – chitarra
- Marco Forni – tastiera, programmazione, pianoforte
- Pino Palladino – basso
- Elio Rivagli – batteria
- Nadia Biondini, Antonella Pepe, Bruno Laurenti, Silvio Pozzoli – cori

## Classifiche
| Classifica (1997) | Posizione massima |
| ----------------- | ----------------- |
| Italia            | 3                 |